# Дипломаткиња (ТВ серија)
Дипломаткиња (енгл. The Diplomat) америчка је телевизијска серија Деборе Кан за Netflix. Премијера је приказана 20. априла 2023. године.

## Премиса
Услед међународне кризе, дипломаткиња покушава да усклади свој нови елитни посао амбасадорке у Уједињеном Краљевству и турбулентни брак с политичком звездом.

## Улоге
| Глумац      | Улога           |
| ----------- | --------------- |
| Кери Расел  | Кејт Вајлер     |
| Руфус Сјуел | Хал Вајлер      |
| Дејвид Џаси | Остин Денисон   |
| Али Ан      | Ајдра Парк      |
| Рори Кинир  | Никол Троубриџ  |
| Ато Есандо  | Стјуарт Хејфорд |

## Епизоде

### Преглед серије
| Сезона | Сезона | Епизоде | Епизоде | Оригинална објава | Оригинална објава |
| ------ | ------ | ------- | ------- | ----------------- | ----------------- |
|        | 1.     | 8       | 8       | 20. април 2023.   | 20. април 2023.   |
|        | 2.     | 6       | 6       | 31. октобар 2024. | 31. октобар 2024. |

### 1. сезона (2023)
| Бр. еп. (укупно) | Бр. еп. (у сезони) | Наслов | Редитељ            | Сценариста               | Премијера       |
| ---------------- | ------------------ | ------ | ------------------ | ------------------------ | --------------- |
| 1                | 1                  |        | Сајмон Селан Џоунс | Дебора Кан               | 20. април 2023. |
| 2                | 2                  |        | Сајмон Селан Џоунс | Питер Ноа                | 20. април 2023. |
| 3                | 3                  |        | Ендру Берстајн     | Дебора Кан               | 20. април 2023. |
| 4                | 4                  |        | Ендру Берстајн     | Аманда Џонсон Зетерстрем | 20. април 2023. |
| 5                | 5                  |        | Лајза Џонсон       | Мија Чунг                | 20. април 2023. |
| 6                | 6                  |        | Лајза Џонсон       | Ана Хејген               | 20. април 2023. |
| 7                | 7                  |        | Алекс Грејвс       | Питер Ноа                | 20. април 2023. |
| 8                | 8                  |        | Алејс Грејвс       | Дебора Кан               | 20. април 2023. |

### 2. сезона (2024)
| Бр. еп. (укупно) | Бр. еп. (у сезони) | Наслов | Редитељ      | Сценариста    | Премијера         |
| ---------------- | ------------------ | ------ | ------------ | ------------- | ----------------- |
| 9                | 1                  |        | Алекс Грејвс | Дебора Кан    | 31. октобар 2024. |
| 10               | 2                  |        | Алекс Грејвс | Питер Акерман | 31. октобар 2024. |
| 11               | 3                  |        | Такер Гејтс  | Питер Ноа     | 31. октобар 2024. |
| 12               | 4                  |        | Такер Гејтс  | Дебора Кан    | 31. октобар 2024. |
| 13               | 5                  |        | Алекс Грејвс | Ана Хаген     | 31. октобар 2024. |
| 14               | 6                  |        | Алекс Грејвс | Дебора Кан    | 31. октобар 2024. |